# 지쇼지
지쇼지(일본어: 慈照寺)는 일본 교토부 교토시 사쿄구에 위치한 선불교 사찰이다. 비공식적인 명칭은 긴카쿠지(일본어: 銀閣寺)인데, 이 이름으로 더 잘 알려져 있기도 하다. 무로마치 시대의 히가시야마 문화를 가장 잘 보여주는 건축물이다. 로쿠온지가 전체적으로 화려한 아름다움을 추구한다면, 지쇼지는 수수하고 단정한 아름다움을 갖고 있다고 여겨진다.

## 역사
일본의 쇼군이었던 아시카가 요시마사는 1460년 무렵에 은퇴 후에 살 저택과 정원, 즉 지쇼지를 처음 만들었다. 그리고 자신이 죽은 후에는, 이 저택과 정원을 선종 사찰에 기증하라는 유언을 남기었고, 이로 인해 지쇼지는 사찰의 소유로 바뀌게 되어 현재까지 내려오고 있다. 사찰의 정식 명칭은 히가시야마지쇼지(東山慈照寺)이다. 이 절은 오늘날 임제종의 분파인 쇼코쿠지와 관계를 맺고 있다.
우리가 흔히 알고 있는 지쇼지의 모습은 바로 관음전의 모습이다. 관음전에는 관음보살이 모셔져 있다고 한다. 관음전은 1482년 2월 21일에 건설되기 시작했는데, 초기의 건설 계획은 요시마사의 할아버지 아시카가 요시미쓰가 세운 로쿠온지를 모방하는 것이었다. 로쿠온지가 외관을 황금으로 덮은 것을 흉내내어, 지쇼지의 외관에는 순은을 덮어 씌우려 했던 것이었다. 긴카쿠지(은각사)라는 이름은 당초 절의 외관을 은으로 덮으려 했던 계획에서 온 것이다. 다만 이 이름이 불리기 시작한 것은 기껏해야 에도 시대부터이다.
오닌의 난이 일어나며 사회가 혼란해지자, 절의 건설은 무기한 연기되었다. 요시마사는 사찰을 은으로 덮으려 하였지만, 이 계획은 그가 죽기 전까지도 결코 실현되지 못했다. 이후에도 별다른 추가 공사가 없었기에, 절의 현재의 모습은 요시마사가 마지막으로 보았던 모습과 같다고 추정된다. 이러한 미완성된 모습은 와비 사비의 측면 중 하나로써 설명된다.
로쿠온지처럼 지쇼지는 원래 쇼군의 휴양지로 세워졌다. 쇼군으로써의 통치 기간에, 아시카가 요시마사는 히가시야마 문화라 불리는 새로운 전통 문화를 고양시키려 했다. 오닌의 난이 악화되고 교토가 불타는 등 혼란이 연속해서 일어나자, 요시마사는 쇼군의 자리에서 은퇴하여 지쇼지의 누각에 걸터앉아 정원의 고요함과 아름다움을 감상했다는 기록이 있다.
1485년에 요시마사는 선종의 승려로 출가하였다. 1490년 1월 27일에 그가 사망한 후에 저택과 정원은 불교 사찰이 되었고 요시마사의 법명인 '지쇼지'로 개칭되었다.
2008년 2월부터 지쇼지는 광범위한 복원 공사가 진행되고 있다. 하지만 사원과 관음전 등 주요 전각들은 여전히 대중들에게 개방되고 있다. 다만, 이번 보수 공사에서도 은박을 덧씌울 것이라는 전망은 없다. 수많은 논의 끝에, 일본인 건축가들은 굳이 은박을 씌워 몇 백년간 내려온 지쇼지의 외관을 뜯어고칠 필요가 없다고 판단했다고 한다. 대신 옻칠을 한 지쇼지의 관음전이 연못에 고요히 비칠 때, 연못에 비친 지쇼지의 모습이 은빛으로 아름답게 빛난다고 한다.

## 정원
지쇼지는 관음전의 아름다움 때문에 유명하기도 하지만, 그 정원으로도 나름대로 명성을 얻고 있다. 이 정원에는 나무들이 빽빽히 세워져 있고, 무성한 이끼들이 땅을 덮고 있어 신비로운 분위기를 연출하고 있는데, 일본의 유명한 조경사 소아미가 조경한 것으로 추정된다.
당시 일본은 오닌의 난으로 인해 극히 혼란스러운 사회였기 때문에, 그 때 만들어진 정원에 쓰인 돌들은 대부분 원래 있던 정원들에서 빼온 것이거나 옮겨온 것들이다. 지쇼지의 정원 또한 예외는 아니다. 엘리자베스 버로우 로저스가 집필한 'Landscape design: A Cultural and Architectural History'에 따르면, 아시카가 요시마사는 1474년 쇼군의 자리에서 물러나며, 내전으로 인해 황폐해진 쇼군의 궁전과 정원에 그나마 남아있던 몇몇 소나무와 돌들을 옮겨와 지쇼지에 심었다고 한다. 그 곳에서 그는 1490년 죽을 때까지 머무르게 되었고, 그의 사후에는 선불교의 사찰로 변모했다는 것이다.
다만 지쇼지의 정원은 선불교의 정원의 모습을 완전히 상징한다고는 볼 수 없다. 일단 지쇼지는 기본적으로 쇼군의 은퇴 장소로 지어졌기에, 승려들의 미학과 불교식 진리보다는 쇼군 개인의 취향과 향략을 위해 만들어졌기 때문이다.
많은 일본식 정원들처럼, 지쇼지의 건물도 모두 하나하나가 그 의미가 있다. 예를 들어, 지쇼지 관음전 1층은 동남쪽 벽 부분이 트여있어 밖을 내다볼 수 있다. 이는 관음전에서 곧바로 연못을 밖으로 내다볼 수 있게 한 것이다. 또한 달이 히가시야마 산 위에 떠올랐을 때, 동북쪽으로 뻗어있는 연못이 달빛을 반사하여 심지어 책도 읽을 수 있을 정도로 밝은 빛을 내기에 일부러 동북쪽에 있는 방을 도서관으로 만들었다고 한다. 지쇼지의 정원 한가운데에 놓여있는 모래 언덕과 가레산스이 정원도 상당히 유명한데, 이는 후지 산을 상징화하여 표현한 것이다.

## 사진

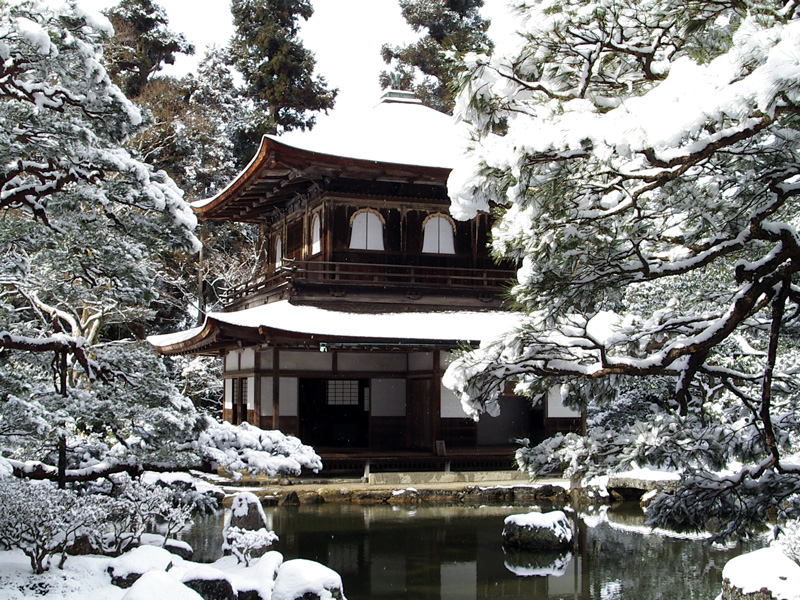
겨울의 지쇼지
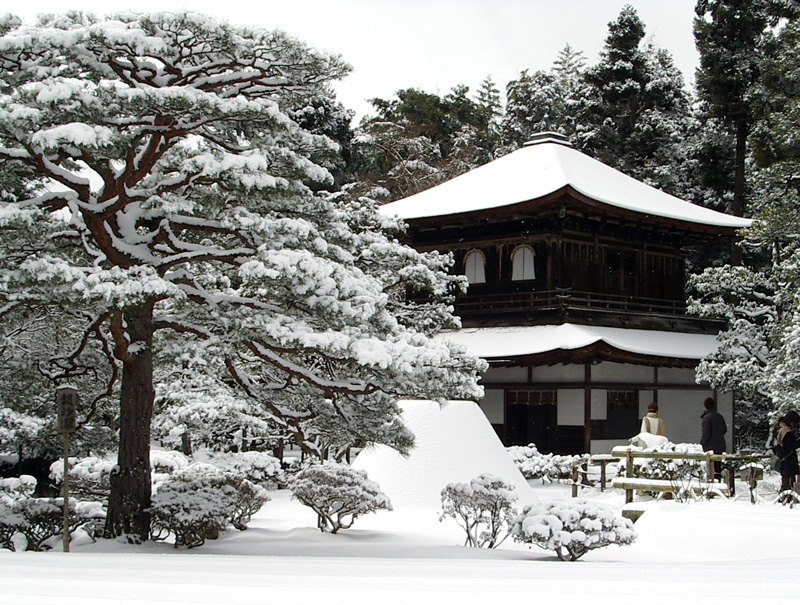
겨울의 정경
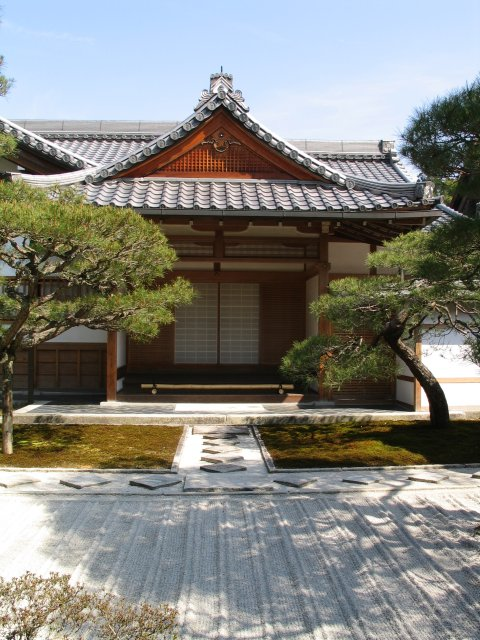
지쇼지의 다른 측면
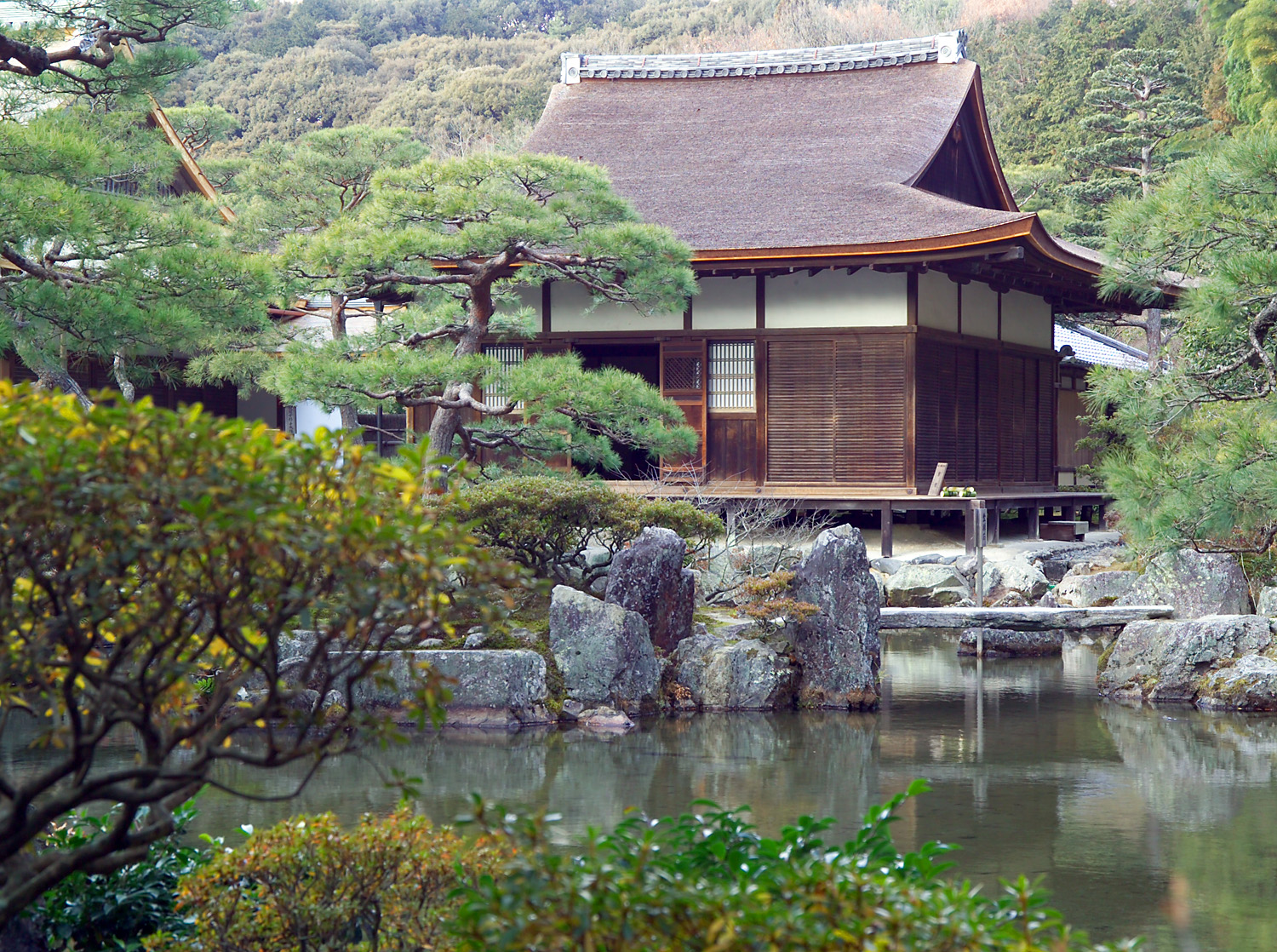
지쇼지의 국보인 도구도(1486)
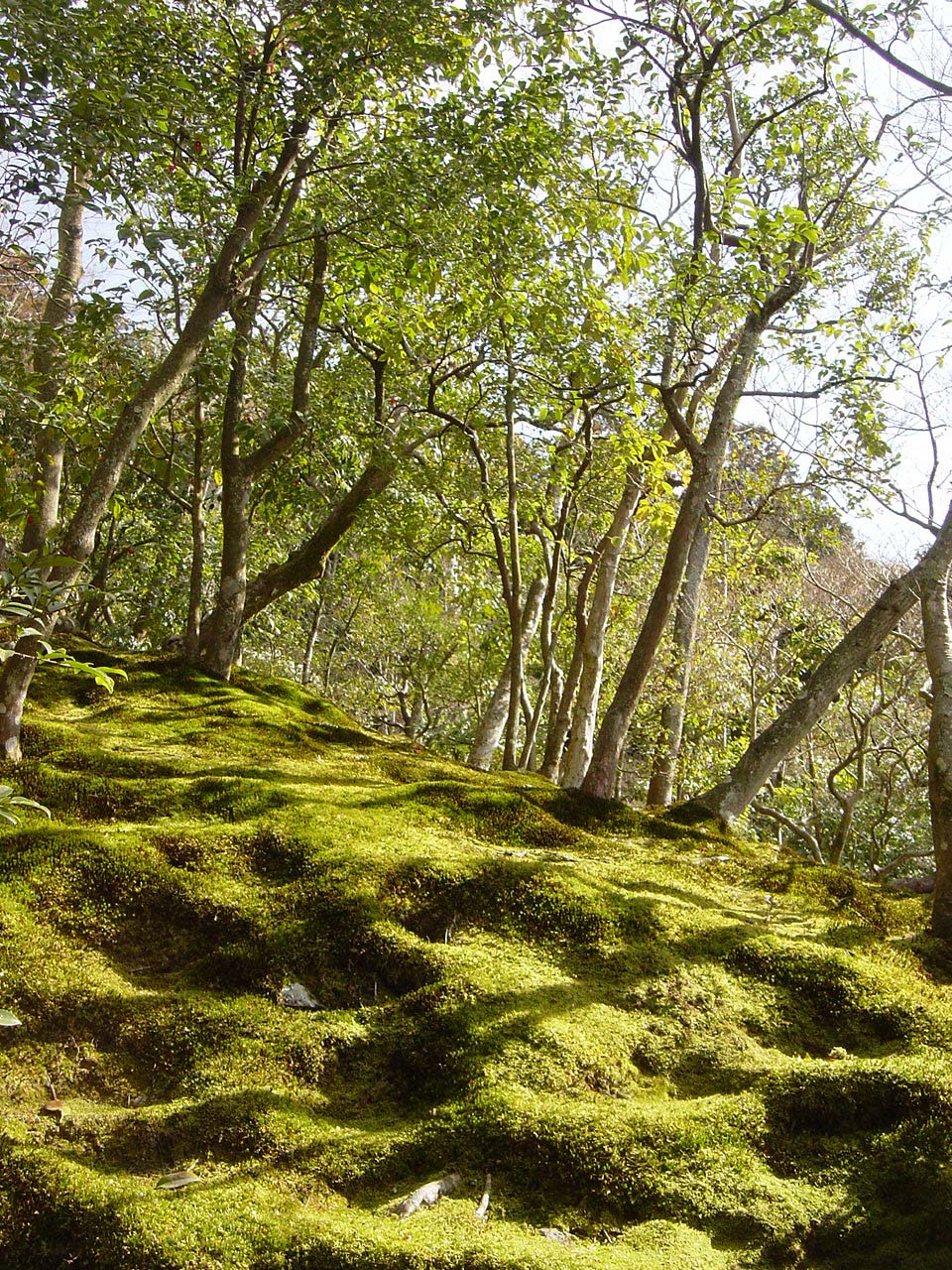
지쇼지 주변의 정원의 풍경
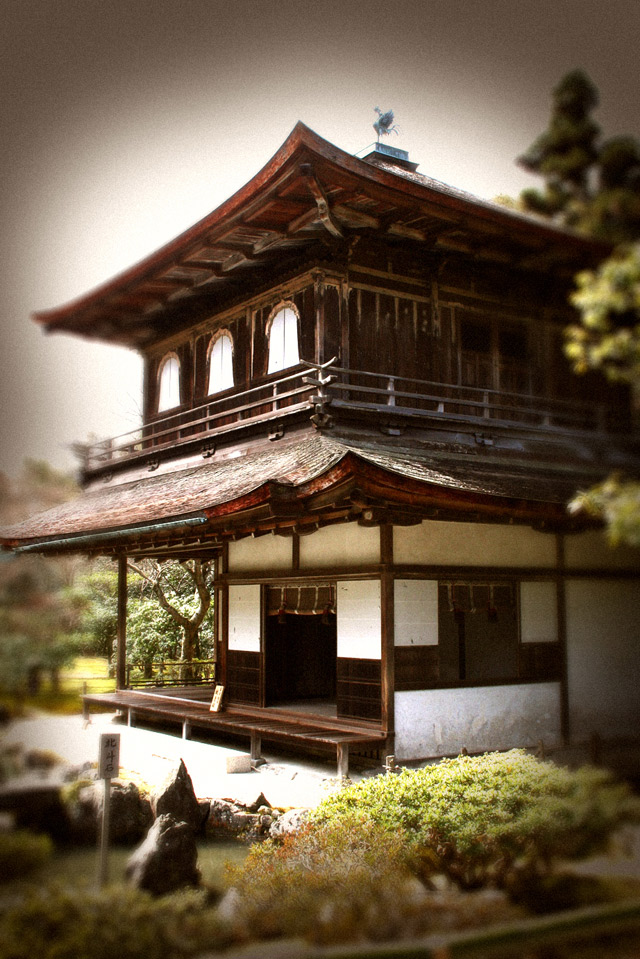
봄의 지쇼지
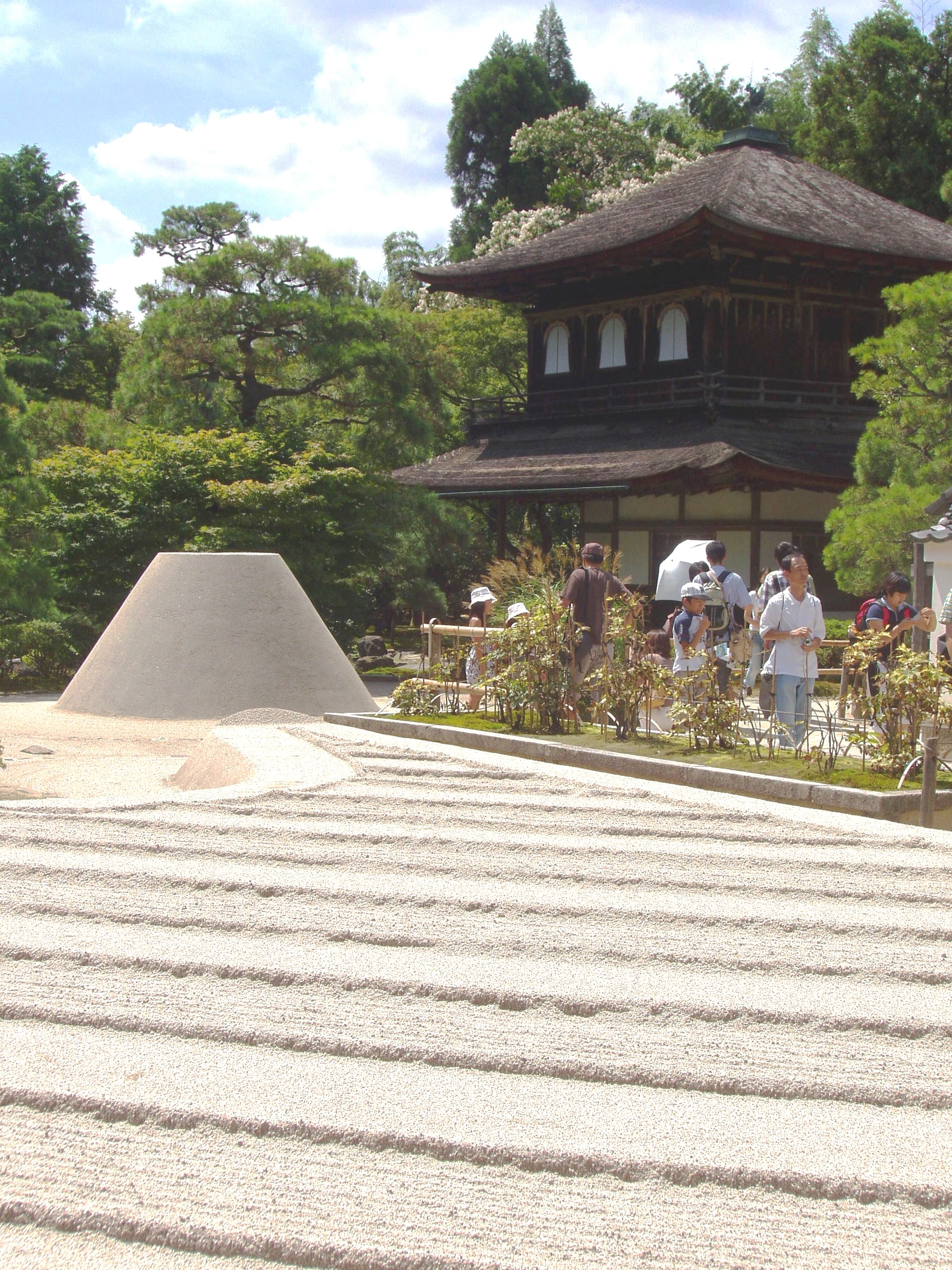
지쇼지의 모래 정원
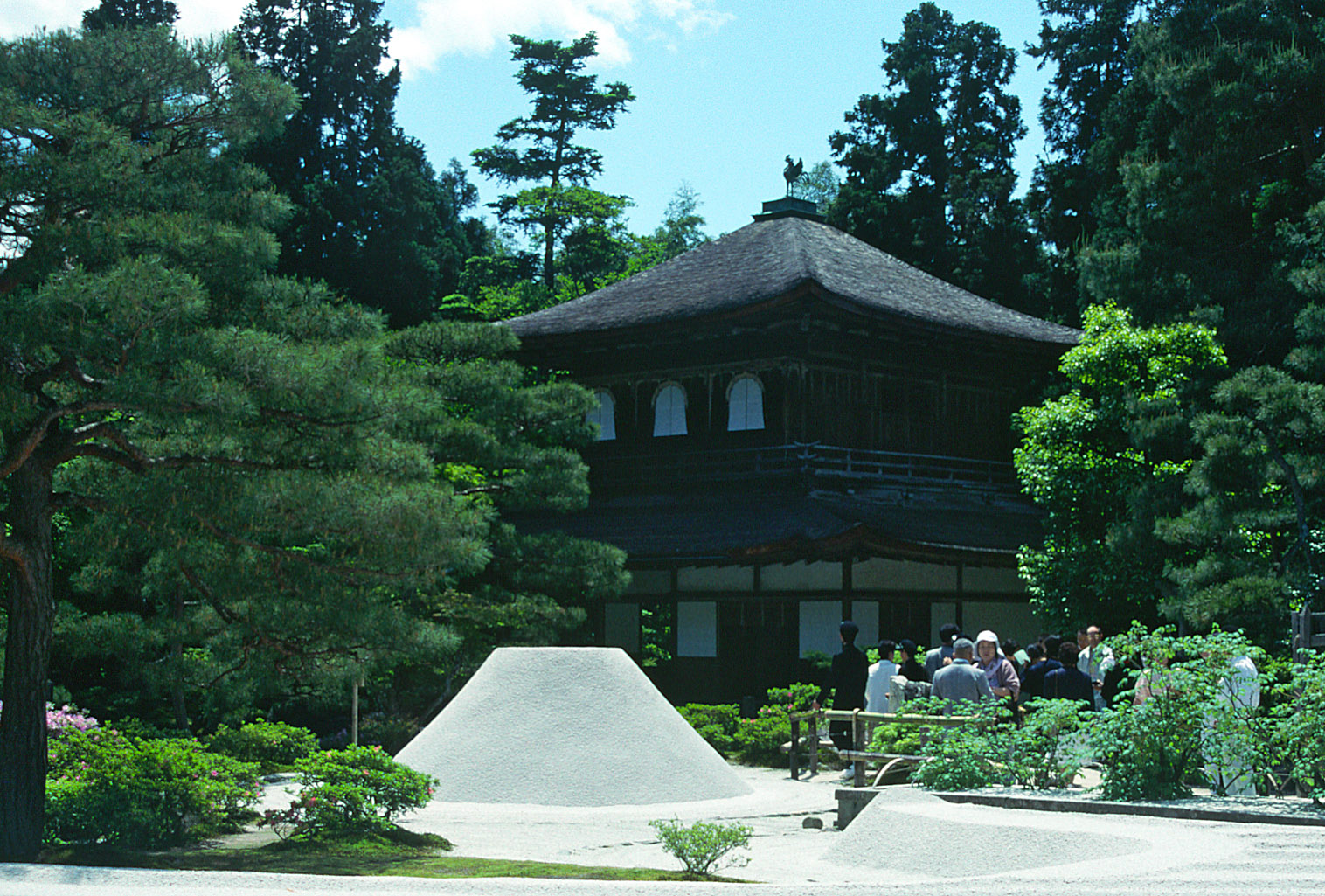
지쇼지의 석조 정원

## 같이 보기
- 고대 교토의 역사 기념물
- 일본의 관광